# Finnische Nationalbibliothek

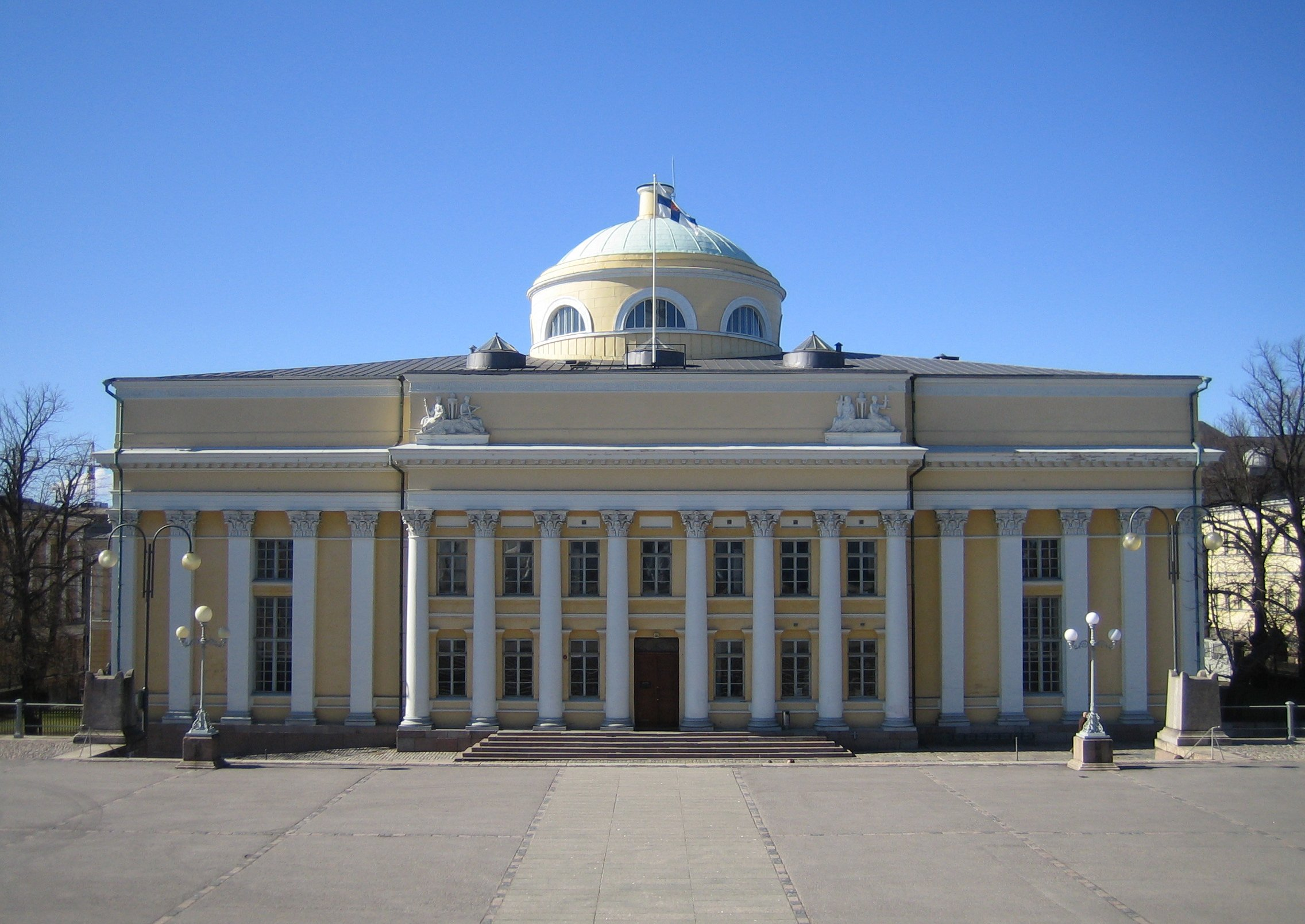
Finnische Nationalbibliothek

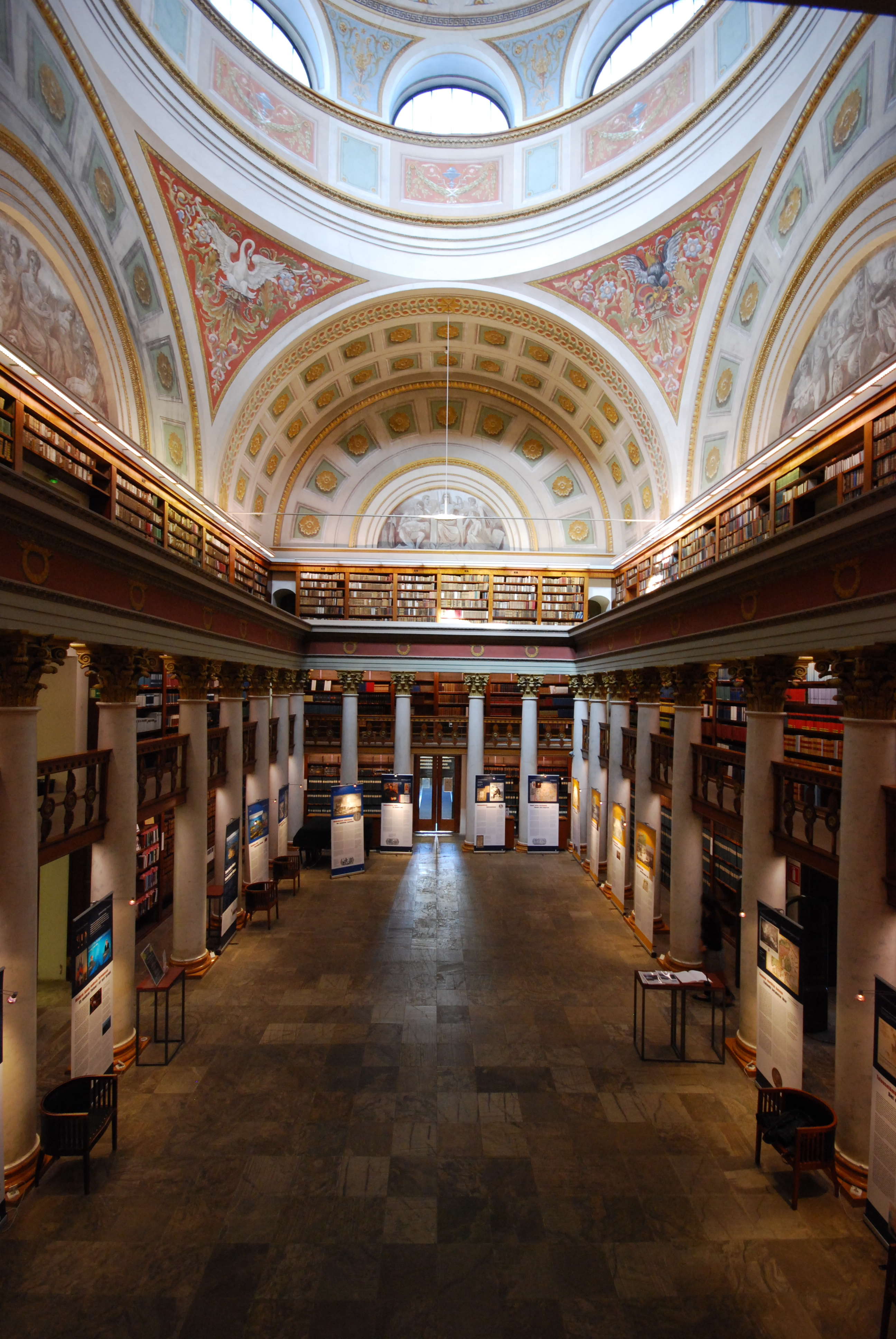
Der sogenannte Kuppelsaal der Bibliothek

Die Finnische Nationalbibliothek (finn. Kansalliskirjasto, schwed. Nationalbiblioteket), gegründet 1640, ist die älteste und wichtigste wissenschaftliche Bibliothek Finnlands. Bis 2006 hieß sie Universitätsbibliothek Helsinki; diesen Namen führt aber seit 2010 eine andere Bibliothek. Die Nationalbibliothek dient der Pflege des finnischen Kulturerbes, aber auch den Bedürfnissen der Universität Helsinki, der sie nach wie vor unterstellt ist.
Hervorzuheben ist die slavistische Sammlung (rd. 450.000 Bände), die entstand, als die Bibliothek während der Zeit des Großfürstentums Finnland das Recht bekam, von jedem im russischen Zarenreich erscheinenden Buch ein Pflichtexemplar zu erhalten.
Das klassizistische Hauptgebäude geht auf Pläne von Carl Ludwig Engel zurück und wurde 1840–1846 erbaut. Im Laufe der Zeit wurde das Gebäude mehrfach erweitert. Es liegt direkt beim Hauptgebäude der Universität im historischen Zentrum Helsinkis.
Die Bibliothek hat über 200 Angestellte und (2008) ein Budget von über 18 Millionen Euro.
Im Altbestand der Bibliothek befinden sich eine Vielzahl wertvoller historischer Bucheinbände.